# فازور
فازور یا فِیزور یکی از مهمترین ابزارهای تحلیل مدارهای RLC در حضور منابع ولتاژ (یا جریان) متناوب است. با تحلیل فازوری می‌توان پاسخ حالت دائمی سینوسی را به دست آورد. علاوه بر نظریهٔ مدار، در الکترومغناطیس هم از فازورها برای حل حوزهٔ فرکانس معادلات موج استفاده می‌شود. همچنین با استفاده از فازورها می‌توان امپدانس و توان مختلط و تابع تبدیل شبکه را در نظریهٔ مدار و بردار پوینتینگ را در الکترومغناطیس تعریف کرد. فازورها را می‌توان به عنوان یکی از مهمترین و کاربردی‌ترین نتایج تبدیل فوریه قلمداد کرد. به عبارت دیگر با اعمال تبدیل فوریه به یک تابع سینوسی آن تابع از حوزهٔ زمان به حوزهٔ فازور می‌رود.

## تعریف فازور
می‌دانیم که طبق فرمول اویلر برای توابع نمایی با توان موهومی محض داریم:
{\displaystyle A\cdot \cos(\omega t+\theta )=A\cdot {\frac {e^{i(\omega t+\theta )}+e^{-i(\omega t+\theta )}}{2}},}
در نتیجه می‌توان نوشت:
{\displaystyle {\begin{aligned}A\cdot \cos(\omega t+\theta )&=\operatorname {Re} \left\{A\cdot e^{i(\omega t+\theta )}\right\}\\&=\operatorname {Re} \left\{Ae^{i\theta }\cdot e^{i\omega t}\right\}.\end{aligned}}}
و
{\displaystyle {\begin{aligned}A\cdot \sin(\omega t+\theta )&=\operatorname {Im} \left\{A\cdot e^{i(\omega t+\theta )}\right\}\\&=\operatorname {Im} \left\{Ae^{i\theta }\cdot e^{i\omega t}\right\}.\end{aligned}}}
هر عبارت مثلثاتی را می‌توان به صورت بخش حقیقی یا موهومی مجموع چند عبارت نمایی با توان موهومی محض نوشت. هر سیگنال سینوسی متغیر با زمان را می‌توان با فازور متناظر با آن سیگنال به‌طور یکتا تعیین کرد. طبق تعریف عبارت  {\displaystyle Ae^{i\theta }\,}  را به عنوان فازور متناظر با کمیت سینوسی متغیر با زمان با دامنهٔ A، فرکانس ω و فاز اولیهٔ θ تعریف می‌شود. شیوهٔ دیگر نمایش یک فازور به صورت A∠θ است.
می‌توان این‌گونه تصور کرد که در صفحهٔ مختلط فازور A∠θ یک بردار با اندازهٔ A است که در لحظهٔ t=۰ با محور حقیقی زاویهٔ θ را می‌سازد و در حال چرخش با سرعت زاویه‌ای ω حول مبدأ مختصات است.
از دیدگاهی دیگر می‌توان گفت که هر سیگنال سینوسی با استفاده از سه کمیت A، ω و θ به صورت یکتا تعیین می‌شود. فازور A∠θ دو کمیت A و θ را مشخص می‌کند.

## ضرب فازور در عدد ثابت
با ضرب فازور  {\displaystyle Ae^{i\theta }e^{i\omega t}\,} در عدد مختلط ثابت B∠φ فازور جدیدی به دست می‌آید که اندازهٔ آن برابر حاصل ضرب اندازهٔ فازور در اندازهٔ عدد مختلط است و زاویهٔ آن مجموع زاویهٔ فازور و عدد مختلط است. یعنی:
{\displaystyle {\begin{aligned}\operatorname {Re} \{(Ae^{i\theta }\cdot Be^{i\phi })\cdot e^{i\omega t}\}&=\operatorname {Re} \{(ABe^{i(\theta +\phi )})\cdot e^{i\omega t}\}\\&=AB\cos(\omega t+(\theta +\phi ))\end{aligned}}}

## جمع فازورها
برای محاسبهٔ حاصل جمع دو یا چند سیگنال سینوسی با فرکانس برابر می‌توان به جای استفاده از بسطهای مثلثاتی و محاسبات طولانی مربوط به این کار، فازورهای متناظر با این سیگنالها را باهم جمع کرد. یعنی:
{\displaystyle {\begin{aligned}A_{1}\cos(\omega t+\theta _{1})+A_{2}\cos(\omega t+\theta _{2})&=\operatorname {Re} \{A_{1}e^{i\theta _{1}}e^{i\omega t}\}+\operatorname {Re} \{A_{2}e^{i\theta _{2}}e^{i\omega t}\}\\&=\operatorname {Re} \{A_{1}e^{i\theta _{1}}e^{i\omega t}+A_{2}e^{i\theta _{2}}e^{i\omega t}\}\\&=\operatorname {Re} \{(A_{1}e^{i\theta _{1}}+A_{2}e^{i\theta _{2}})e^{i\omega t}\}\\&=\operatorname {Re} \{(A_{3}e^{i\theta _{3}})e^{i\omega t}\}\\&=A_{3}\cos(\omega t+\theta _{3}),\end{aligned}}}
که در آن
{\displaystyle A_{3}^{2}=(A_{1}\cos {\theta _{1}}+A_{2}\cos {\theta _{2}})^{2}+(A_{1}\sin {\theta _{1}}+A_{2}\sin {\theta _{2}})^{2},}
{\displaystyle \theta _{3}=\arctan {\left({\frac {A_{1}\sin {\theta _{1}}+A_{2}\sin {\theta _{2}}}{A_{1}\cos {\theta _{1}}+A_{2}\cos {\theta _{2}}}}\right)}}

## مشتق‌گیری و انتگرالگیری از فازورها
از حساب دیفرانسیل و انتگرال (calculus) می‌دانیم که مشتق هر سیگنال سینوسی متغیر با زمان با فرکانس ω برابر یک سیگنال سینوسی است که فاز آن با۹۰ درجه جمع شده و دامنهٔ آن در ω ضرب شده‌است. با استفاده از فازورها می‌توان این حقیقت را به شکل زیباتر و کاربردی‌تری نمایش داد.
{\displaystyle {\begin{aligned}\operatorname {Re} \left\{{\frac {d}{dt}}(Ae^{i\theta }\cdot e^{i\omega t})\right\}&=\operatorname {Re} \{Ae^{i\theta }\cdot i\omega e^{i\omega t}\}\\&=\operatorname {Re} \{Ae^{i\theta }\cdot e^{i\pi /2}\omega e^{i\omega t}\}\\&=\operatorname {Re} \{\omega Ae^{i(\theta +\pi /2)}\cdot e^{i\omega t}\}\\&=\omega A\cdot \cos(\omega t+\theta +\pi /2)\end{aligned}}}
از آنجا که عمل انتگرالگیری عکس عمل مشتق‌گیری است می‌توان گفت که با انتگرالگیری از یک سیگنال سینوسی فازور متناسب با آن بر ω تقسیم و فاز آن ۹۰ درجه کم می‌شود.
با استفاده از این حقیقت می‌توان برخی معادلات دیفرانسیل با شرایط اولیهٔ خاص را به معادلات جبری در حوزهٔ فازور تبدیل و حل کرد.
مثال: برای مدار RC که با یک منبع سینوسی تحریک شده‌است با ولتاژ اولیهٔ صفر برای خازن داریم:
{\displaystyle {\frac {d\ v_{C}(t)}{dt}}+{\frac {1}{RC}}v_{C}(t)={\frac {1}{RC}}v_{S}(t)}
{\displaystyle v_{S}(t)=V_{P}\cdot \cos(\omega t+\theta ),\,}
باید به جای ولتاژ منبع و ولتاژ خازن فازورهایشان را قرار دهیم:
{\displaystyle {\begin{aligned}v_{S}(t)&=\operatorname {Re} \{V_{s}\cdot e^{i\omega t}\}\\\end{aligned}}}
{\displaystyle v_{C}(t)=\operatorname {Re} \{V_{c}\cdot e^{i\omega t}\},}
در نتیجه داریم:
{\displaystyle {\frac {d\ \operatorname {Re} \{V_{c}\cdot e^{i\omega t}\}}{dt}}+{\frac {1}{RC}}\operatorname {Re} \{V_{c}\cdot e^{i\omega t}\}={\frac {1}{RC}}\operatorname {Re} \{V_{s}\cdot e^{i\omega t}\}}
{\displaystyle {\frac {d\ \operatorname {Re} \{V_{c}\cdot e^{i\omega t}\}}{dt}}=\operatorname {Re} \left\{{\frac {d\left(V_{c}\cdot e^{i\omega t}\right)}{dt}}\right\}=\operatorname {Re} \left\{i\omega V_{c}\cdot e^{i\omega t}\right\}}
{\displaystyle {\frac {d\ \operatorname {Im} \{V_{c}\cdot e^{i\omega t}\}}{dt}}=\operatorname {Im} \left\{{\frac {d\left(V_{c}\cdot e^{i\omega t}\right)}{dt}}\right\}=\operatorname {Im} \left\{i\omega V_{c}\cdot e^{i\omega t}\right\}}
{\displaystyle i\omega V_{c}\cdot e^{i\omega t}+{\frac {1}{RC}}V_{c}\cdot e^{i\omega t}={\frac {1}{RC}}V_{s}\cdot e^{i\omega t}}
{\displaystyle \left(i\omega V_{c}+{\frac {1}{RC}}V_{c}={\frac {1}{RC}}V_{s}\right)\cdot e^{i\omega t}}
{\displaystyle i\omega V_{c}+{\frac {1}{RC}}V_{c}={\frac {1}{RC}}V_{s}\quad }
{\displaystyle i\omega V_{c}+{\frac {1}{RC}}V_{c}={\frac {1}{RC}}V_{s}}
{\displaystyle V_{c}={\frac {1}{1+i\omega RC}}\cdot (V_{s})={\frac {1-i\omega RC}{1+(\omega RC)^{2}}}\cdot (V_{P}e^{i\theta })\,}
با تبدیل عبارت فازوری به عبارت مثلثاتی و رفتن از حوزهٔ فازور به حوزهٔ زمان داریم:
{\displaystyle v_{C}(t)={\frac {1}{\sqrt {1+(\omega RC)^{2}}}}\cdot V_{P}\cos(\omega t+\theta -\phi (\omega ))}
که در آن
{\displaystyle \phi (\omega )=\arctan(\omega RC).\,}

## فازورها در تحلیل مدارهای RLC
مشخصه ولتاژ-جریان یک مقاومت خطی است؛ یعنی ولتاژ آن ضریبی از جریان آن است. همچنین بین رابطهٔ ولتاژ و جریان سلف و خازن رابطه‌ای دیفرانسیلی است (ولتاژ سلف با مشتق جریان آن و جریان خازن با مشتق ولتاژ آن متناسب است). برای تحلیل یک مدار RLC با استفاده از قوانین کیرشهف و روش‌های تحلیل مش و گره برای هر ولتاژ یا جریان مربوط به یک شاخه یا مش خاص به یک معادلهٔ دیفرانسیل خطی مرتبهٔ n می‌رسیم. حل مدار با استفاده از این روش بسیار طولانی و طاقت فرسا است. 
می‌توان با فرض صفر بودن ولتاژ اولیهٔ خازن‌ها و جریان اولیه سلف‌ها و سینوسی بودن منابع، از فازورها برای حل دقیق مدار استفاده کرد. اگر شرایط اولیهٔ سلف‌ها یا خازن‌ها غیر صفر باشد ولی منبع سینوسی باشد. آنگاه می‌توان با تحلیل فازوری پاسخ دائمی مدار را به دست آورد، ولی دربارهٔ پاسخ گذرای آن نمی‌توان اظهار نظر کرد.
با استفاده از فازورها می‌توان قانون اهم را که در حوزهٔ زمان فقط دربارهٔ مقاومت‌ها برقرار است در حوزهٔ فازور علاوه بر مقاومتها برای سلف‌ها و خازن‌ها نیز نوشت. بدین ترتیب ما در حوزهٔ فازور به جای مقاومت، مفهوم امپدانس (با کمی اغماض مقاومت مختلط) را تعریف می‌کنیم. امپدانس مفهومی بسیار وسیع تر و کاربردی‌تر از مقاومت است. طبق تعریف امپدانس یک المان برابر نسبت فازور ولتاژ آن المان به فازور جریانش است. برای مقاومت، سلف و خازن خطی تغییرناپذیر با زمان به سادگی می‌توان نشان داد که
{\displaystyle \ Z_{R}=R}
و
{\displaystyle \ Z_{L}=j\omega L,}
و
{\displaystyle \ Z_{C}={\frac {1}{j\omega C}},}
در حالت کلی می‌توان امپدانس معادل یک شبکهٔ متشکل از مقاومت، خازن و سلف خطی تغییرناپذیر با زمان را به صورت Z=R+jX نشان داد؛ که در آن R بخش حقیقی امپدانس و X بخش موهومی آن است.

### اتصال سری و موازی امپدانس‌ها
با استفاده از قوانین کیرشهف به راحتی می‌توان امپدانس معادل حاصل از بستن سری یا موازی چند امپدانس را به دست آورد. در اینجا ما فرمول امپدانس معادل برای دو امپدانس را می‌آوریم؛ ولی به راحتی می‌توان این فرمول‌ها را به n امپدانس تعمیم داد.
فرض کنید دو امپدانس {\displaystyle Z_{1}} و {\displaystyle Z_{2}} به صورت سری بسته شده باشد آنگاه امپدانس معادل دیده شده از دو سر برابر است با:
{\displaystyle \ Z_{\text{eq}}=Z_{1}+Z_{2}}
حال فرض کنید دو امپدانس {\displaystyle Z_{1}} و {\displaystyle Z_{2}} به صورت موازی با هم بسته شده باشند، آنگاه معکوس امپدانس معادل دیده شده از دو سر برابر است با جمع معکوس امپدانس‌ها یعنی:
{\displaystyle {\frac {1}{Z_{\text{eq}}}}={\frac {1}{Z_{1}}}+{\frac {1}{Z_{2}}}}

### تابع تبدیل شبکه
برای هر متغیر شبکه (ولتاژ یا جریان یک اِلمان خاص) تابع تبدیل شبکه در حالت فازوری به صورت نسبت فازور خروجی (ولتاژ یا جریان آن اِلمان) به فازور ورودی تعریف می‌شود یعنی:
{\displaystyle H(j\omega )={\frac {Y(j\omega )}{X(j\omega )}}}
که در آن X فازور ورودی (منبع ولتاژ یا جریان) و Y فازور خروجی است.